# Michelle Cooper
Michelle Cooper, född den 4 december 2002 i Detroit, är en amerikansk fotbollsspelare.

## Biografi
Michelle Cooper inledde sin seniorkarriär i Kansas City Current år 2024, efter att ha spelat collegefotboll för Duke Blue Devils. Hon har även representerat det amerikanska damlandslaget där hon debuterade 2025.